# Kartuzy (Legnica)
Kartuzy – dzielnica Legnicy położona na wschód od Starego Miasta.
Nazwa dzielnicy wzięła się od ufundowanego w wiekach średnich (lata 1423-1424) klasztoru kartuzów znajdującego się w okolicach ulic Moniuszki i Świętej Trójcy. Klasztoru rozebrano po 1548 r.

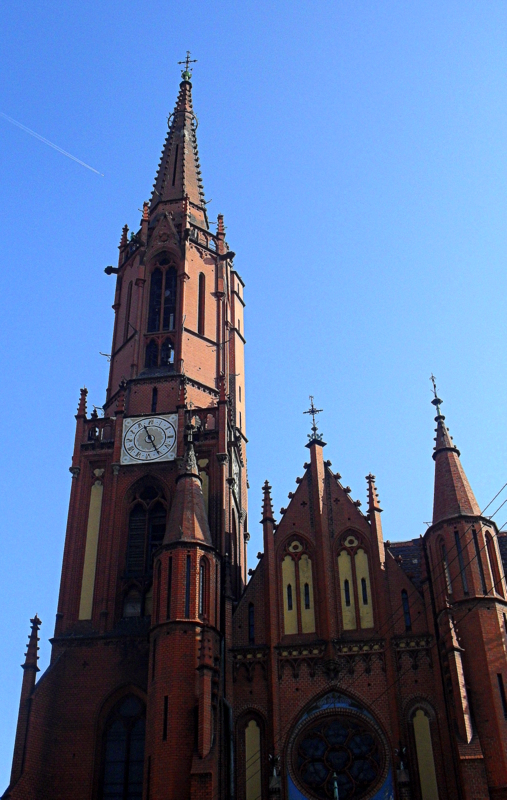
Kościół pw. Świętej Trójcy

Do głównych ulic należy zaliczyć: Żołnierzy II Armii Wojska Polskiego, Stanisława Moniuszki, Stefana Czarnieckiego, Kartuską (droga krajowa nr 94), Wrocławską, Jerzego Libana.
Znajdują się tu pięć przystanków komunikacji miejskiej: jeden przy ul. Żołnierzy II Armii WP, dwa kolejne przy ul. S. Czarnieckiego i dwa przy ulicy J. Libana oraz jeden przy Wrocławskiej.
Dzielnica Kartuzy zabudowana jest kamienicami oraz nielicznymi blokami zbudowanymi w technologii tzw. wielkiej płyty.
Osiedle połączone jest z centrum dwoma mostami przerzuconymi nad rzeką Kaczawą.
Obecnie rozpoczęto rewitalizację dzielnicy.